# جو كوبيكي
جو كوبيكي (بالإنجليزية: Joe Kopicki)‏ مواليد 12 يونيو 1960 في وارين، هو مدرب كرة سلة أمريكي ولاعب سابق. بدأ مسيرته الاحترافية في سنة 1982. تم اختياره من قبل فريق أتلانتا هوكس خلال الدرافت. يبلغ طوله 6 قدم 9 بوصة (2.1 م). اعتزل اللعب في 1993.

## المسيرة الاحترافية
لعب مع واشنطن ويزاردز من سنة 1982 إلى 1984، ثم لعب مع دنفر ناغتس في موسم 1984–1985، ثم لعب مع تريفيزو لكرة السلة في الدوري الإيطالي في موسم 1985–1986، ثم لعب مع نادي كاخابيلباو لكرة السلة من سنة 1985 إلى 1988، ثم لعب مع جوفينتوت بادالونا في الدوري الإسباني في موسم 1992–1993.

## روابط خارجية
- جو كوبيكي على موقع إن بي أي (الإنجليزية)
- جو كوبيكي على موقع سبورتس رفرنس (الإنجليزية)
- جو كوبيكي على موقع الدوري الإسباني لكرة السلة (الإسبانية)
- جو كوبيكي على موقع كلية كرة السلة في سبورتس رفرنس.كوم (الإنجليزية)
- جو كوبيكي على موقع ريلجم (الإنجليزية)
- جو كوبيكي على موقع بروبوليرز (الإنجليزية)
- جو كوبيكي على موقع سبورتس رفرنس (الإنجليزية)